# Роуланд Парк (Канзас)
Роуланд Парк (енгл. Roeland Park) град је у америчкој савезној држави Канзас.

## Демографија
По попису из 2010. године број становника је 6.731, што је 86 (-1,3%) становника мање него 2000. године.
| Група             | 2000.         | 2010.         |
| Белци             | 6.022 (88,3%) | 5.519 (82,0%) |
| Афроамериканци    | 134 (2,0%)    | 247 (3,7%)    |
| Азијати           | 97 (1,4%)     | 102 (1,5%)    |
| Хиспаноамериканци | 453 (6,6%)    | 698 (10,4%)   |
| Укупно            | 6.817         | 6.731         |